# Parliament of Northern Ireland

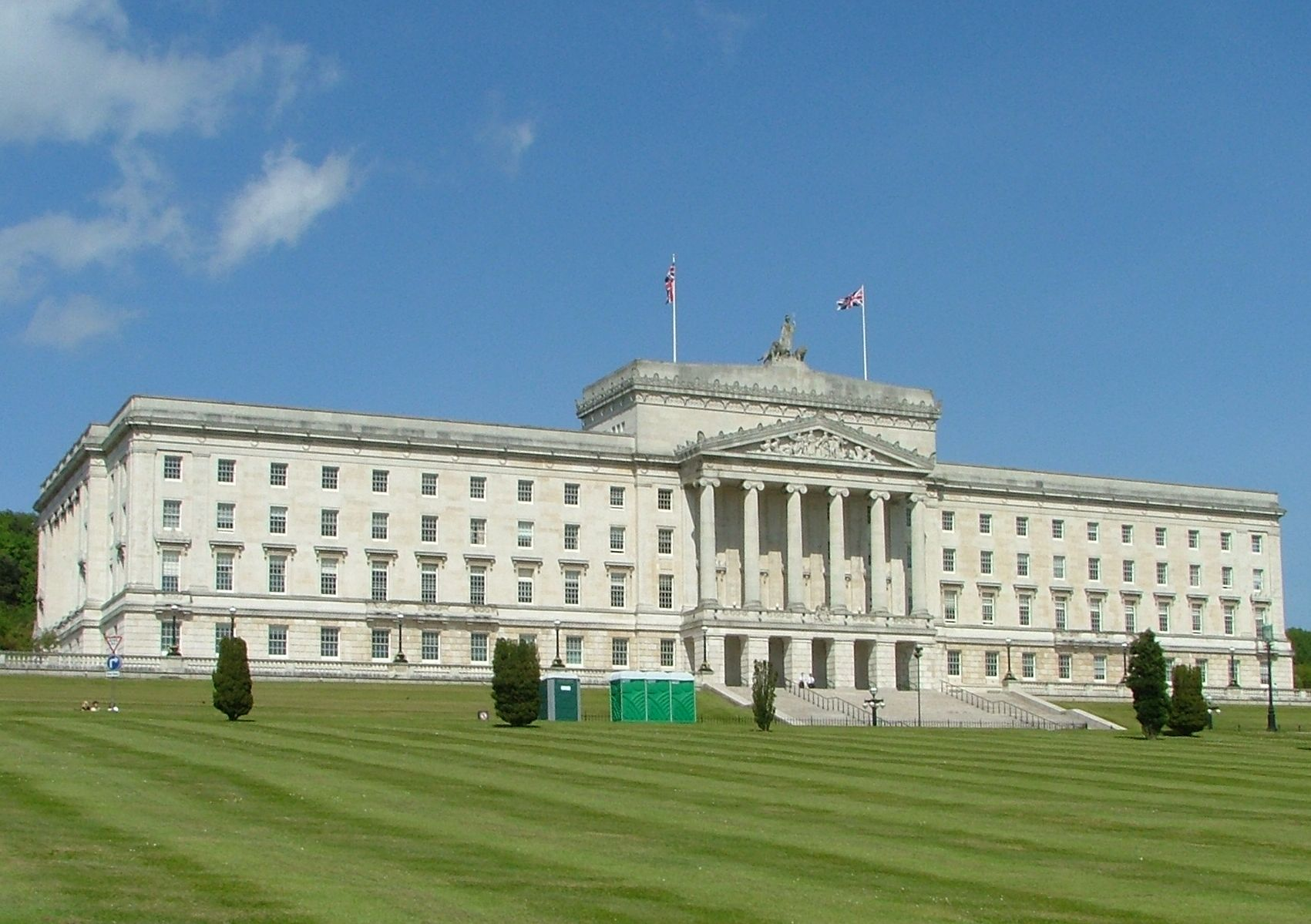
Parlamentsgebäude
Stormont Parliamentary Building

Das Parliament of Northern Ireland (Parlament von Nordirland) wurde durch den Government of Ireland Act im Jahr 1920 geschaffen und wurde 1972/73 im Zuge des eskalierenden Nordirlandkonfliktes aufgelöst. Ursprünglich entstammte es der Home-Rule-Regelung von 1914, die ein eigenständiges irisches Parlament vorsah. Im gleichen Zug wie das Parliament of Northern Ireland wurde das Parliament of Southern Ireland geschaffen.
Das Parliament of Northern Ireland bestand aus zwei Kammern:
- dem gewählten Unterhaus, dem House of Commons of Northern Ireland
- dem weitgehend machtlosen Oberhaus, dem Senate of Northern Ireland

## Geschichte
Die erste Wahl zum House of Commons des Parliament of Northern Ireland fand am 24. Mai 1921 statt. Die protestantische Ulster Unionist Party (UUP) gewann 40 der 52 Sitze. Bei einer Eröffnung am 7. Juni 1921 in der Belfast City Hall machte König Georg V. einen bedeutenden Vorschlag für eine Aussöhnung zwischen Nord und Süd. Die Rede, entworfen von David Lloyd George auf Empfehlungen von Jan Smuts, öffnete die Tür für den formellen Kontakt zwischen der britischen Regierung und der republikanischen Administration unter Éamon de Valera. Im Juni 1922 wurde in Südirland der dritte Dáil als verfassungsgebende Versammlung gewählt, wobei Nordirland aus dem durch den Vertrag geschaffenen Irischen Freistaat umgehend austrat. Nach dem Wahlsieg der Vertragsbefürworter im Süden brach der Irische Bürgerkrieg (1922–1923) aus.
Der Government of Ireland Act von 1920 blieb das grundlegende Gesetz für die Regierung Nordirlands bis 1972. Im Unterhaus galt das Mehrheitswahlrecht und die Grenzen der Wahlkreise waren derart angepasst worden, dass die sich ohnehin in der Minderheit befindlichen Katholiken noch weiter benachteiligt wurden (Gerrymandering). Dadurch wurde dieses Parlament von der protestantischen UUP dominiert, die in der gesamten Zeit während der Existenz des Parliament of Northern Ireland die Regierung Nordirlands stellte.
Am 30. Januar 1972 kam es im Zuge des eskalierenden Nordirlandkonfliktes zum so genannten Blutsonntag (Bloody Sunday): In Derry wurden bei einer Demonstration gegen die Internment-Politik mindestens 14 unbewaffnete Katholiken, darunter sechs Minderjährige, von britischen Fallschirmjägern getötet. In der Folge kam es zu einem starken Zulauf zur IRA und zu Terrorakten verschiedener Gruppierungen (auf Seiten der irischen Nationalisten v. a. der IRA, auf Seiten der Unionisten beispielsweise der Ulster Defence Association), denen viele Zivilisten zum Opfer fielen.
Im März 1972 suspendierte die britische Regierung das nordirische Parlament und Nordirland wurde ab dem 24. März von London aus durch einen Nordirland-Minister regiert („Direct Rule“). Das Parliament of Northern Ireland wurde durch den Northern Ireland Constitution Act von 1973 auch formell aufgelöst.

## Nachfolger
Unter dem Abkommen von Sunningdale von 1973 wurde an seiner Stelle die Northern Ireland Assembly gebildet, daneben der Irische Rat (Council of Ireland) und die Northern Ireland Executive. Sie wurde bereits ein Jahr später wieder aufgehoben, da Radikale von beiden Seiten sich ihr verweigerten. 1982 wurde eine weitere Assembly eingesetzt, ein Organ mit geringen Kompetenzen, das 1986 auf Grund der geringen Unterstützung von katholischer Seite wieder aufgelöst wurde. Die moderne Northern Ireland Assembly wurde im Zuge der Umsetzung des Karfreitagsabkommens zum ersten Mal am 25. Juni 1998 gewählt und hielt ihre erste Sitzung am 1. Juli desselben Jahres ab.